# Serrano
Serrano is een plaats (frazione) in de Italiaanse gemeente Carpignano Salentino.